# OR12D2
OR12D2 (англ. Olfactory receptor family 12 subfamily D member 2 (gene/pseudogene)) – білок, який кодується однойменним геном, розташованим у людей на короткому плечі 6-ї хромосоми. Довжина поліпептидного ланцюга білка становить 307 амінокислот, а молекулярна маса — 34 813.
| 10         |  | 20         |  | 30         |  | 40         |  | 50         |
| ---------- |  | ---------- |  | ---------- |  | ---------- |  | ---------- |
| MLNTTSVTEF |  | LLLGVTDIQE |  | LQPFLFVVFL |  | TIYFISVTGN |  | GAVLMIVISD |
| PRLHSLMYFF |  | LGNLSYLDIC |  | YSTVTLPKML |  | QNFLSTHKAI |  | SFLGCISQLH |
| FFHSLGSTES |  | MLFAVMAFDL |  | SVAICKPLRY |  | TVIMNPQLCT |  | QMAITIWVIG |
| FFHALLHSVM |  | TSRLNFCGSN |  | RIHHFLCDIK |  | PLLKLACGNT |  | ELNQWLLSTV |
| TGTIAMGPFF |  | LTLLSYFYII |  | TYLFFKTRSC |  | SMLCKALSTC |  | ASHFMVVILF |
| YAPVLFTYIH |  | PALESFMDQD |  | RIVAIMYTVV |  | TPVLNPLIYT |  | LRNKEVKGAL |
| GRVIRRL    |  |            |  |            |  |            |  |            |

A: Аланін

C: Цистеїн

D: Аспарагінова кислота

E: Глутамінова кислота

F: Фенілаланін

G: Гліцин

H: Гістидин

I: Ізолейцин

K: Лізин

L: Лейцин

M: Метіонін

N: Аспарагін

P: Пролін

Q: Глутамін

R: Аргінін

S: Серин

T: Треонін

V: Валін

W: Триптофан

Кодований геном білок за функціями належить до рецепторів, g-білокспряжених рецепторів, білків внутрішньоклітинного сигналінгу. 
Локалізований у клітинній мембрані, мембрані.